# 魔力 (アルバム)
『魔力』（まりょく）は、井上陽水の19枚目のオリジナル・アルバム。

## 概要
前作『LOVE COMPLEX』より4年半ぶり、2021年現在で最後のオリジナル・アルバムとなっている。井上自身が編曲まで手掛けた楽曲が4曲収録されている。2019年6月26日に高音質のUHQCDで再発売された。

## 収録曲
| 全作詞・作曲: 井上陽水（#1、作曲: 井上陽水、川原伸司）。 |                      |                                            |                                            |              |      |
| #                                                        | タイトル             | 作詞                                       | 作曲・編曲                                 | 編曲         | 時間 |
| 1.                                                       | 「覚めない夢」       | 井上陽水（#1、作曲: 井上陽水、 川原伸司 ） | 井上陽水（#1、作曲: 井上陽水、 川原伸司 ） | 佐藤準       | 3:17 |
| 2.                                                       | 「BLACK SISTER」     | 井上陽水（#1、作曲: 井上陽水、 川原伸司 ） | 井上陽水（#1、作曲: 井上陽水、 川原伸司 ） | 井上陽水     | 3:44 |
| 3.                                                       | 「69 (SIXTY NINE)」  | 井上陽水（#1、作曲: 井上陽水、 川原伸司 ） | 井上陽水（#1、作曲: 井上陽水、 川原伸司 ） | 井上陽水     | 3:28 |
| 4.                                                       | 「世界はミステリー」 | 井上陽水（#1、作曲: 井上陽水、 川原伸司 ） | 井上陽水（#1、作曲: 井上陽水、 川原伸司 ） | INORAN、星勝 | 4:18 |
| 5.                                                       | 「赤い目のクラウン」 | 井上陽水（#1、作曲: 井上陽水、 川原伸司 ） | 井上陽水（#1、作曲: 井上陽水、 川原伸司 ） | H.GARDEN     | 4:46 |
| 6.                                                       | 「TWIN SHADOW」      | 井上陽水（#1、作曲: 井上陽水、 川原伸司 ） | 井上陽水（#1、作曲: 井上陽水、 川原伸司 ） | 小島良喜     | 4:06 |
| 7.                                                       | 「G-ROCK」           | 井上陽水（#1、作曲: 井上陽水、 川原伸司 ） | 井上陽水（#1、作曲: 井上陽水、 川原伸司 ） | 井上陽水     | 4:06 |
| 8.                                                       | 「MAP」              | 井上陽水（#1、作曲: 井上陽水、 川原伸司 ） | 井上陽水（#1、作曲: 井上陽水、 川原伸司 ） | 井上陽水     | 3:50 |
| 9.                                                       | 「Love Rainbow」     | 井上陽水（#1、作曲: 井上陽水、 川原伸司 ） | 井上陽水（#1、作曲: 井上陽水、 川原伸司 ） | 武沢侑昴     | 5:09 |
| 10.                                                      | 「LOVE LILA」        | 井上陽水（#1、作曲: 井上陽水、 川原伸司 ） | 井上陽水（#1、作曲: 井上陽水、 川原伸司 ） | 今堀恒雄     | 4:19 |
| 合計時間:                                                | 合計時間:            | 合計時間:                                  | 41:03                                      |              |      |

### 楽曲について
「覚めない夢」
『さよなら、アルマ～赤紙をもらった犬～』（NHK G）主題歌。
「赤い目のクラウン」
映画『今度は愛妻家』主題歌。
「MAP」
『ブラタモリ』（NHK G）エンディングテーマ曲。
「Love Rainbow」
資生堂「ザ・コラーゲン」CMソング。
「LOVE LILA」
映画『ゼラチンシルバーLOVE』（ファントム・フィルム配給）主題歌。
「Love Rainbow」のカップリング曲。